# Leptines (general d'Agàtocles)
Leptines (en grec antic Λεπτίνης) fou un general al servei d'Agàtocles de Siracusa.
Durant l'absència del monarca que havia organitzat una expedició a Àfrica, va derrotar a Xenòdoc, governador d'Agrigent, en una disputada batalla amb fortes baixes, segons Diodor de Sicília. Agàtocles va tornar a Sicília per poc temps, i quan va retornar a l'Àfrica el 307 aC va deixar altre cop a Leptines amb el comandament, i en aquesta ocasió el general va obtenir una nova victòria sobre Xenòdoc.